# Cuadrilleros (Ledesma)
Cuadrilleros es una pedanía del municipio de Ledesma, en la comarca de Tierra de Ledesma, provincia de Salamanca, España. 

## Historia
La fundación de Cuadrilleros se remonta a la Alta Edad Media, obedeciendo a las repoblaciones efectuadas por los reyes leoneses, quedando encuadrado con el nombre de "Quadrilleros" en la jurisdicción de Ledesma, dentro del Reino de León. De dicha época data la iglesia románica que se sitúa en un alto junto a la localidad, conocida como Ermita de Cuadrilleros de los Dieces, pese a situarse junto a Cuadrilleros, y no junto a Cuadrilleros de los Dieces, localidad que dista 1 km. Con la creación de las actuales provincias en 1833, Cuadrilleros quedó integrado, como parte del municipio ledesmino, en la provincia de Salamanca, dentro de la Región Leonesa.

## Demografía
Actualmente, Cuadrilleros se encuentra oficialmente despoblado, pues no cuenta con ningún habitante censado, aunque sí se mantienen aún varias edificaciones en la localidad, mayoritariamente abandonadas.